# Эгрефейль, Шарль

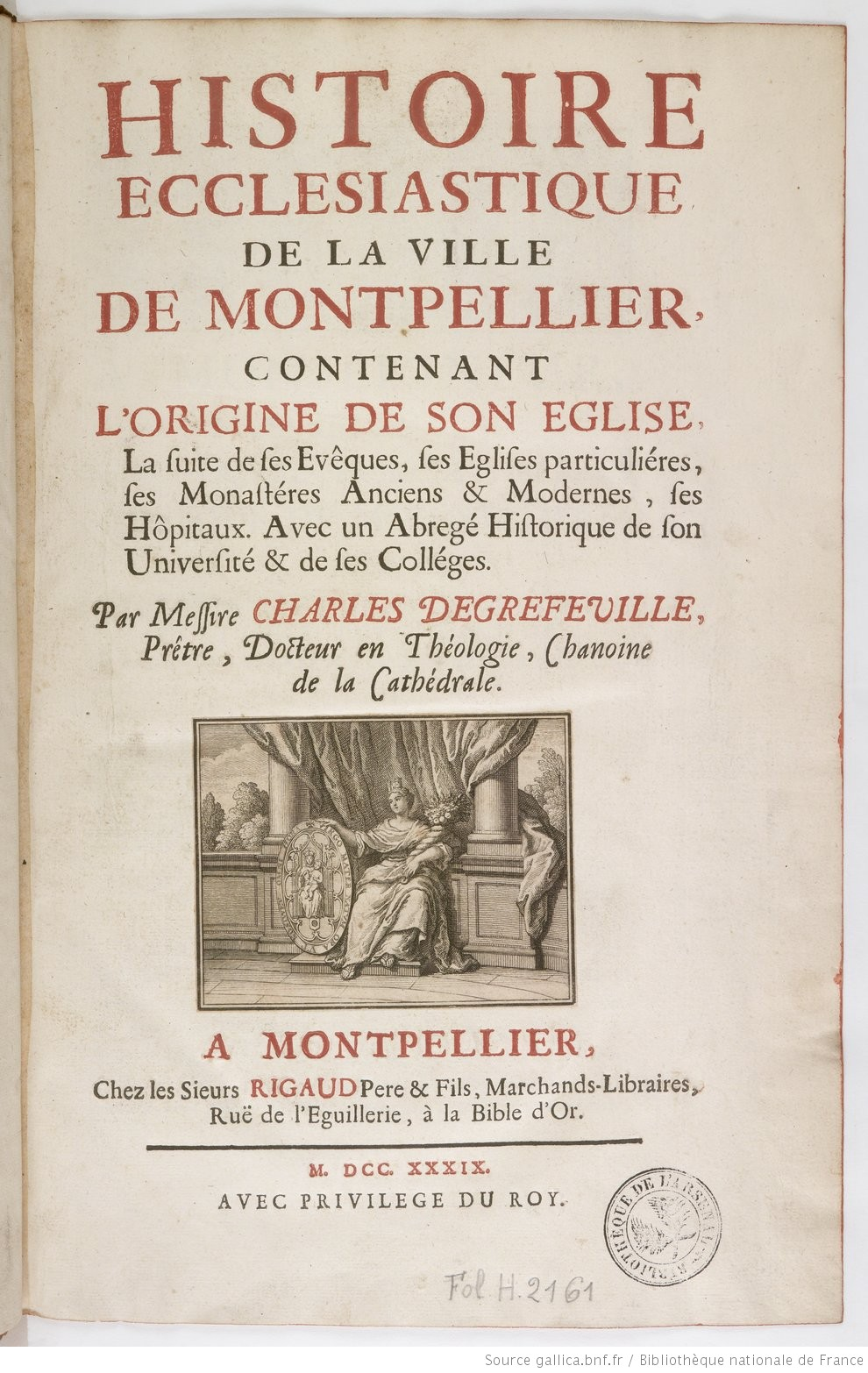
Заглавный лист «Histoire civile et ecclésiastique de Montpellier»

Шарль Эгрефейль (фр. Charles d'Aigrefeuille; январь 1668 — 28 декабря 1743) — французский писатель
 и историк XVIII века, каноник соборной церкви св. Петра в Монпелье, антиквар. Доктор богословия (1705).
Автор исторических работ, в том числе обширной «Histoire civile et ecclésiastique de Montpellier» (1737 и 1739), в которой содержатся известия об епископах, истории церквей, монастырей, больниц, колледжей и университетов Лангедока.